# Stikine (rzeka)
Stikine (ang. Stikine River) – rzeka w Kanadzie (prowincja Kolumbia Brytyjska) i Stanach Zjednoczonych (stan Alaska), dopływ Oceanu Spokojnego. Długość rzeki wynosi 539 km, a powierzchnia dorzecza – 49 800 km².
Źródła rzeki znajdują się na płaskowyżu Spatsizi, w północnej części Kolumbii Brytyjskiej. W odcinku źródłowym rzeka płynie w kierunku wschodnim, po czym skręca na północ. W zasadniczej części swojego biegu zatacza szeroki łuk skręcając na południowy zachód. W końcowym biegu przepływa przez pasmo Gór Nadbrzeżnych, przekracza granicę Alaski i skręca na zachód. Uchodzi do Oceanu Spokojnego, na północ od miasta Wrangell. Głównym dopływem jest rzeka Iskut.
Nazwa Stikine wywodzi się z języka tlingit i oznacza „wielką rzekę”. W latach 20. i 30. XIX wieku eksploracji rzeki podjęli się handlarze futer Kompanii Zatoki Hudsona. Pod koniec XIX wieku wiódł nią jeden z głównych szlaków, którym podążali poszukiwacze złota zmierzający nad Klondike. Wraz z rozwojem sieci drogowej i transportu lotniczego utraciła na znaczeniu jako szlak transportowy.
Jedyna zamieszkana miejscowość nad rzeką to Telegraph Hill, położona około 270 km od ujścia, gdzie rzeka przestaje być żeglowna.